# Changuinola (distrito)
Changuinola é um distrito da província de Bocas del Toro, Panamá. Possui uma área de 3.994,60 km² e uma população de 71.922 habitantes (censo 2000), perfazendo uma densidade demográfica de 18,00 hab./km². Sua capital é a cidade de Changuinola.